# Красностепновське
Красностепновське (рос. Красностепновское) — село у Грозненському районі Чечні Російської Федерації.
Населення становить 168 осіб. Входить до складу муніципального утворення Октябрське сільське поселення.

## Історія
Згідно із законом від 20 лютого 2009 року органом місцевого самоврядування є Октябрське сільське поселення.

## Населення
| 1990 | 2002 | 2010 |
| ---- | ---- | ---- |
| 202  | ↗207 | ↘168 |